# Cleveland Guardians
Cleveland Guardians (tidligere Cleveland Indians fra 1915-2021 og tidligere også med kælenavnet the Tribe) er et professionelt amerikansk baseballhold med hjemmebane i Cleveland, Ohio. De spiller i Major League Baseball, nærmere bestemt i American League Central Division. Deres stadion hedder Progressive Field.
Klubben var et af de oprindelige otte medlemmer af American League ved dennes skabelse i 1901. Indians har vundet ligaen fem gange samt to World Series-titler (i 1920 og 1948). Samlet set har holdet vundet 8.075 og tabt 7.711 kampe i dets historie.
Guardians vandt seks Central Division-mesterskaber fra 1995 til 2001, og efter nogle år, hvor holdets trup blev genopbygget, genvandt de divisionstitlen i 2007. De seneste fire sæsoner har holdet været blandt de seks mest scorende i ligaen, og pitchingstaben har ligeledes ligget i top 6 med hensyn til samlet earned run average (ERA) de seneste tre sæsoner. Blandt Clevelands nuværende profiler kan nævnes pitcheren C.C. Sabathia samt hitterne Grady Sizemore, Victor Martinez og Travis Hafner.
I 2021 besluttede klubben at ændre holdnavnet til Guardians efter en intern debat i klubben forårsaget af USA's nationale debat om racisme i 2020 som følge af Black Lives Matter-bevægelsen. Klubben droppede også sit kælenavn på det tidspunkt: "The Indians", som blev kritiseret af repræsentanter fra Amerikas oprindelige befolkning.